# TTL 7419
O circuito integrado TTL 7419 é um dispositivo TTL encapsulado em um invólucro DIP de 14 pinos que possui seis inversores de entrada Schmitt trigger.
A histerese típica de entrada é de 0,8 V com VCC em 5 V positivos.

## Tabela-verdade
{\displaystyle /Y={\overline {A}}}
| A (entrada) | /Y (saída) |
| ----------- | ---------- |
| L           | H          |
| H           | L          |

H (nível lógico alto)
L (nível lógico baixo)